# Orthogonius loeiensis
Orthogonius loeiensis – gatunek chrząszcza z rodziny biegaczowatych i podrodziny Orthogoniinae.

## Taksonomia
Gatunek ten opisali w 2006 roku Ming-yi Tian oraz Thierry Deuve.

## Opis
Głowa punktowana. Przedplecze gładkie. Języczek o dwu szczecinkach na wierzchołku. Palpiger z bez szczecinek u podstawy. Labrum proste na przedniej krawędzi. Parzyste  i nieparzyste międzyrzędy pokryw równej szerokości, gładkie. Bródka naga. Środkowy płatek edeagusa karbowany na wierzchołkowym czubku.

## Występowanie
Gatunek ten jest endemitem Tajlandii.